# Biatlo na Universíada de Inverno de 2015
As competições de biatlo na Universíada de Inverno de 2015 estão sendo disputadas no Centro Nacional de Biatlo em Osrblie, na Eslováquia, entre 25 e 31 de janeiro de 2015.

## Medalhistas

### Homens
| Homens                                 | Ouro                         | Ouro    | Prata                     | Prata   | Bronze                   | Bronze  |
| -------------------------------------- | ---------------------------- | ------- | ------------------------- | ------- | ------------------------ | ------- |
| 20 km perseguição indivdual Resultados | Dmytro Rushinov · Ucrânia    | 49:52.8 | Vadim Filimonov · Rússia  | 50:15.4 | Yuri Shopin · Rússia     | 51:18.0 |
| 10km Sprint Resultados                 | Iaroslav Ivanov · Rússia     | 23:17.3 | Maksim Burtasov · Rússia  | 23:30.7 | Yuri Shopin · Rússia     | 23:32.2 |
| 12,5km Perseguição Resultados          | Yuri Shopin · Rússia         | 30:25.5 | Iaroslav Ivanov · Rússia  | 30:27.0 | Maksim Burtasov · Rússia | 31:08.1 |
| 15km largada em massa Resultados       | Vitally Kilchtskyy · Ucrânia | 43:17.1 | Dmytro Rushinov · Ucrânia | 43:28.1 | Yuri Shopin · Rússia     | 43:46.6 |

### Mulheres
| Mulheres                                | Ouro                          | Ouro    | Prata                         | Prata   | Bronze                        | Bronze  |
| --------------------------------------- | ----------------------------- | ------- | ----------------------------- | ------- | ----------------------------- | ------- |
| 15km perseguição individual Resultados  | Alina Raikova · Cazaquistão   | 47:29.4 | Ekaterina Avvakumova · Rússia | 47:38.4 | Paulína Fialková · Eslováquia | 48:11.1 |
| 7,5 km Sprint Resultados                | Paulína Fialková · Eslováquia | 20:20.8 | Evgenija Pavlova · Rússia     | 20:50.3 | Jitka Landová · Chéquia       | 20:55.7 |
| 10 km Perseguição Individual Resultados | Evgenija Pavlova · Rússia     | 30:41.3 | Paulína Fialková · Eslováquia | 31:23.3 | Kristina Smirnova · Rússia    | 32:30.9 |
| 12,5 km Largada em Massa Resultados     | Jitka Landová · Chéquia       | 40:00.5 | Eva Puskarchikova · Chéquia   | 40:55.7 | Iana Bondar · Ucrânia         | 41:06.0 |

### Revezamento misto
| Misto                                        | Ouro                                                                         | Ouro      | Prata                                                                                  | Prata     | Bronze                                                                      | Bronze    |
| -------------------------------------------- | ---------------------------------------------------------------------------- | --------- | -------------------------------------------------------------------------------------- | --------- | --------------------------------------------------------------------------- | --------- |
| Mulheres 2×6 km + 2×7,5 km Homens Resultados | Kristina Smirnova · Evgenia Pavlova · Vadim Filimonov · Yuri Shopin · Rússia | 1:36:38.4 | Galina Vishnevskaya · Anna Kistanova · Maxim Braun · Vassiliy Podkorytov · Cazaquistão | 1:37:11.6 | Yuliya Brygynets · Iana Bondar · Ruslan Tkalenko · Dmytro Rusinov · Ucrânia | 1:37:27.6 |

## Quadro de medalhas
| Ordem | País            | Medalha de ouro | Medalha de prata | Medalha de bronze |    |
| ----- | --------------- | --------------- | ---------------- | ----------------- | -- |
| 1     | RUS Rússia      | 4               | 6                | 4                 | 15 |
| 2     | UKR Ucrânia     | 2               | 1                | 2                 | 5  |
| 3     | SVK Eslováquia  | 1               | 1                | 1                 | 3  |
| 4     | KAZ Cazaquistão | 1               | 1                |                   | 2  |
| 5     | CZE Chéquia     |                 |                  | 1                 | 1  |
| TOTAL | TOTAL           | 8               | 8                | 8                 | 24 |